# 君島清吉

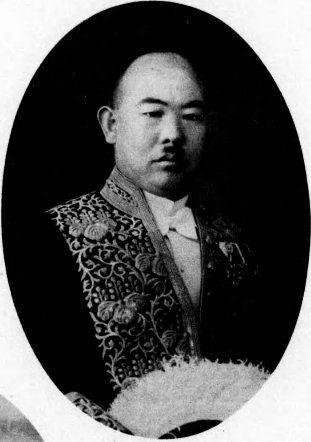
君島清吉

君島 清吉（きみじま せいきち、1889年（明治22年）4月16日 - 1966年（昭和41年）1月11日）は、日本の内務官僚。官選県知事。

## 経歴
栃木県下都賀郡栃木町（現栃木市）出身。君島寅吉の長男として生まれる。第一高等学校を卒業。1917年7月、東京帝国大学法科大学政治学科を卒業。内務省に入省し奈良県工場監督官補となる。1919年10月、高等試験行政科試験に合格。
以後、奈良県警視、国勢院書記官、内務省社会局事務官、同書記官、同労働部労務課長、兼同部労政課長などを歴任。
1931年12月、茨城県知事に就任。1932年6月、香川県知事に転任。県下の治安と県民の生活安定に尽力。1933年6月、宮崎県知事に転任。同年7月、置県五十周年記念式を挙行。1935年1月、群馬県知事に転任。同年9月の大水害の復興に尽力。1937年7月、福島県知事に転任。1939年9月、前任中村安次郎知事の死去に伴い新潟県知事に就任。八か月の在任で1940年4月に知事を退任した。
1940年に退官し、大日本産業報国会中央部総務局長となる。さらに、鉄道軌道統制会常務理事、東亜学院長、大起興業会社社長などを務めた。
戦後、公職追放となった。

## 著作
- 述『勞働問題』1928年。
- 『労働問題教程』良書普及会、1931年。

## 栄典
- 1940年（昭和15年）8月15日 - 紀元二千六百年祝典記念章[10]